# Флаг муниципального округа Бирюлёво Восточное
Флаг муниципального округа Бирюлёво Восто́чное в Южном административном округе города Москвы Российской Федерации — опознавательно-правовой знак, служащий официальным символом муниципального образования.
Первоначально данный флаг был утверждён 13 мая 2004 года как флаг муниципального образования Бирюлёво Восточное.
Законом города Москвы от 11 апреля 2012 года № 11, муниципальное образование Бирюлёво Восточное было преобразовано в муниципальный округ Бирюлёво Восточное.
Решением Совета депутатов муниципального округа Бирюлево Восточное от 19 июня 2018 года № 8/6 данный флаг был утверждён флагом муниципального округа Бирюлёво Восточное.

## Описание
Редакция 2004 года
«Флаг муниципального образования Бирюлёво Восточное представляет собой двустороннее, прямоугольное полотнище с соотношением сторон 2:3.
Полотнище состоит из пяти вертикальных полос: зелёной, жёлтой, зелёной, жёлтой, зелёной. Ширина центральной полосы составляет 1/2 длины полотнища. Ширина каждой из жёлтых полос составляет 1/12 длины полотнища. Ширина каждой из боковых зелёных полос составляет 1/6 длины полотнища.
В центре полотнища помещено изображение жёлтой ветряной мельницы. Габаритные размеры изображения составляют 1/3 длины и 5/8 ширины полотнища.
На жёлтых полосах, параллельно древку, помещено изображение пяти зелёных листьев. Габаритные размеры изображения листа составляют 1/24 длины и 3/20 ширины полотнища. Расстояние между центрами изображений листьев составляют 3/20 ширины полотнища».
Редакция 2018 года
«Прямоугольное двухстороннее полотнище зелёного цвета с отношением ширины к длине 2:3, воспроизводящее фигуры из герба муниципального округа Бирюлёво Восточное, выполненные жёлтым и зелёным цветом».
Геральдическое описание герба муниципального округа Бирюлёво Восточное гласит: «В зелёном поле между двух золотых узких боковых столбов, обременённых пятью зелёными листьями яблони каждый — также золотая мельница о четырёх крыльях в косой крест и с чёрным окном».

## Обоснование символики
Флаг муниципального округа Бирюлёво Восточное создан на основе герба муниципального округа Бирюлёво Восточное и повторяет его символику.
Мельница — не только символ богатства и плодородия, но также символ неразрывной связи истории муниципального округа Бирюлёво Восточное с историей крупнейшего в городе Московского комбината хлебопродуктов, основанного ещё в 1936 году. Комбинат был создан для производства муки и хранения государственных запасов зерна.
Золотые столбы символизируют современную регулярную планировку многочисленных аллей в Бирюлевском дендропарке, который является объектом культурного наследия регионального значения.
Листья яблони символизируют расположенный на территории муниципального округа Бирюлёво Восточное Всероссийский селекционно-технологический институт садоводства и питомниководства, созданный в 1938 году инженером-дендрологом В. К. Полозовым.
Примененные на флаге цвета символизируют:
— зелёный цвет — символ здоровья, молодости и природы;
— жёлтый цвет (золото) — символ богатства, изобилия, плодородия и урожая.